# Битка у мореузу Чилчолјанг
Битка у мореузу Чилчолјанг (16. јула 1597) била је једина јапанска поморска победа током јапанске инвазије Кореје (1592–1598).

## Позадина
Пред другу јапанску инвазију Кореје (1597), адмирал Ји Сун Син привремено је пао у немилост (као резултат јапанских интрига, политичких странака на корејском двору и краљевог неповерења) и деградиран до обичног војника, а за врховног команданта корејске морнарице постављен је његов политички ривал, адмирал Вун Кјун. Када је инвазија почела, Вун Кјуну је наређено да пресретне јапанску флоту у морима код Пусана. Тако је почела битка код Чилчолјанга.

### Супротстављене снаге
Да би се разумео стварни однос снага у поморским биткама између Корејанаца и Јапанаца у ово време, није довољно анализирати само број ангажованих бродова: пловне карактеристике, чврстина и наоружање бродова били су од далеко већег значаја.
Јапанци су током инвазије користили две врсте ратних бродова: велике (атакебуне) и средње (секибуне). Коришћени су и мањи, помоћни бродови (кобаја), углавном за извиђање. Иако су били грађени тако да подсећају на пловеће тврђаве (палуба средњих и великих бродоба била је са све 4 стране окружена грудобранима са пушкарницама, подсећајући на дрвену кутију на бродском кориту), њихови грудобрани од дрвета, бамбуса и платна били су намењени за одбрану од стрела и аркебуза, и чак ни највећи јапански бродови типа атакебуне нису могли да издрже поготке корејских топова у борби на одстојању. Већина јапанских бродова била је типа секибуне, који су били намењени за брзу пловидбу по отвореном мору и заузимање других бродова укрцавањем и борбом прса у прса -  абордажом. Пошто су грађени за брзину, имали су уска корита и дубок газ, а грађени су од лаке кедровине и покретани на весла и једра. Већина јапанских ратних бродова није имала никакво оружје, изузев аркебуза које је носила посада: иако изврсно оружје против пешадије и коњице, аркебуза је била немоћна да пробије бокове ратног брода.
Са друге стране, корејске галије (паноксеон), главни ратни бродови краљевства Чосон, били су масивни бродови плитког газа, покретани веслима, са две палубе и високим грудобранима на горњој палуби који су штитили посаду од  хитаца и напада абордажом. Иако корејски војници нису имали аркебузе, већ само лукове, сви корејски бродови били су наоружани топовима, чији су пројектили са лакоћом пробијали бокове јапанских бродова. То је била суштинска разлика између јапанске и корејанске поморске тактике: док су Јапанци покушавали да заузму непријатељске бродове укрцавањем и борбом прса у прса, корејски бродови били су пловеће тврђаве које су потапале непријатељске бродове ватром својих топова. Осим тога, плитак газ корејских бродова омогућавао је лаку пловидбу по плитким приобалним водама и мореузима, где је вођена већина битака, где су јапански бродови дубоког газа били у неповољнијем положају. Постојало је и неколико бродова корњача, али њихов значај био је више морални него војнички.
У свим корејским поморским победама током јапанске инвазије Кореје (1592-1598) - укупно 12 битака - јапански бродови потопљени су на одстојању ватром из корејских топова док су покушавали да се приближе за укрцавање и борбу прса у прса (абордаж), чиме се могу лако објаснити минимални корејски губици: док су Јапанци у 10 битака током 1592. изгубили преко 300 бродова, Корејанци нису изгубили ниједан, а број погинулих и рањених морнара био је мали. Једина јапанска поморска победа - битка у мореузу Чилчолјанг (1597) - постигнута је тако што су корејски бродови изненађени на сидришту у уском мореузу и заузети абордажом и нападом са копна.

## Битка
Четрнаестог дана седмог месеца 1597, Вон-ова комбинована флота је испловила испред Пусана, али је трпела потешкоће од самог почетка: морнари су били исцрпљени од хроничне болести, а део флоте је био разбацан јаким ветровима.  Петнаестог, лоше време га је приморало да премести своју флоту у мореуз Чилчолјанг. Те ноћи курс флоте је открила јапанска морнарица, која је одговорила изненадним нападом. Битка је почела од зоре 16. дана седмог месеца и трајала до поднева. Јапанци су применили тактику опкољавања и напада абордажом, који корејски бродови збијени у мореузу, нису могли да избегну. Нарочито је јапанска стратегија комбинованих операција на мору и копну (корејска флота је истовремено нападнута и са копна) значила ужасан покољ многих корејских морнара који су побегли на обалу. Битка се завршила потапањем већине корејских ратних бродова и смрћу највиших старешина.

## Последице
Разлози за пораз код Чилчолјанга вероватно леже у неадекватности Вон Кјунове команде, усвајању погрешне тактике и колапсу борбрне линије јер су морнари побегли. Пораз је значио губитак контроле над јужним морима и немогућност да заустави напредовање Јапана на води и копну.
Немогућност да се заустави напредовање Јапанаца довела би до губитка провинције Чола и представљала би опасност од пада три јужне провинције. Након што је чуо вести, корејски двор је одлучио да врати Ји Сунсхина на место врховног команданта и одмах обавести Минг Кину о поразу.